# Чернопятнистый апистус
Чернопятнистый апистус (лат. Apistus carinatus) — вид морских лучепёрых рыб из подсемейства Apistinae семейства скорпеновых (Scorpaenidae), единственный в роде апистусов (Apistus). Некоторые систематики выделяют подсемейство в отдельное семейство Apistidae.

## Описание
Длина до 20 см. Тело продолговатое, сжатое с боков, покрытое чешуей. Отличается от всех родов семейства формой своего плавательного пузыря — имеется перетяжка, которая делит пузырь на 2 части — переднюю, практически квадратную, с выемкой в передней части, и заднюю, имеющую яйцевидную форму. Межглазничное пространство в 10 раз меньше, чем длина основания черепа. Нижний луч грудного плавника отделен от плавника, а сам плавник сильно удлинен. Подбородок с усиками. Окраска тела голубовато-серая на спине и боках, но более темнее на спине; брюхо белое, спинной плавник серого цвета с продолговатым ярким чёрным пятном между 9 и 12—13 колючими лучами. Второй спинной плавник с 4—5 рядами темно-коричневых пятен. Грудной плавник черноватый, его верхний край белого цвета. Брюшные плавники желтоватые. Анальный плавник — сероватый, с продольными темно-коричневыми полосками. Хвостовой плавник серый с 3—8 рядами темных поперечных полос.

## Ареал и биология
Распространён в водах западной части Тихого и Индийского океанов на восток до Южной Африки и Красного моря. Обитает на глубине от 15 до 60 м, редко до 200 м, предпочитает песчаные и заиленные грунты. Зарывается в песок, снаружи оставляя только глаза.